# 初土俵
初土俵（はつどひょう）とは、大相撲界に入門した力士、呼び出し、行司、床山などが初めて土俵に上がること。床山など土俵上で仕事をしない場合は「入門」ともいう。

## 概要
力士として初土俵を踏むには、各部屋に入門後、本場所前に行われる新弟子検査に合格しなければならない。合格した場合は、原則として前相撲を取り出世し（新序）、翌場所の序ノ口番付に載る。
1970年代初頭までは、前相撲の基準も厳しく、序ノ口に出世して番付に名が載るまでに何場所もかかることもあった。2008年段階で日本相撲協会に在籍している年寄の中にも、桐山親方のように、番付に載るまで時間がかかったものもいる。
稀な例として、平成19年名古屋場所には史上初新弟子なし、平成12年秋場所には初土俵を踏んだ力士が大相撲始まって以来初めて1人だった。平成30年名古屋場所でも史上二度目の新弟子なしとなった。